# Hazard (Kentucky)
Hazard – miasto w Stanach Zjednoczonych, w stanie Kentucky, siedziba administracyjna hrabstwa Perry.